# 존 부어먼
존 부어먼 경(영어: Sir John Boorman, CBE, 1933년 1월 18일 ~ )은 잉글랜드의 영화 감독이다. 1970년 영화 《마지막 군주 레오》를 통해 칸 영화제 감독상을 수상했다.

## 작품 목록
- 캐치 어스 이프 유 캔 / 해빙 어 와일드 위켄드 (1965)
- 포인트 블랭크 (1967)
- 태평양의 지옥 (1968)
- 마지막 군주 레오 (1970)
- 서바이벌 게임 (1972)
- 자도즈 (1974)
- 엑소시스트 2 (1977)
- 엑스칼리버 (1981)
- 에메랄드 포리스트 (1985)
- 희망과 영광 (1987)
- 웨어 더 하트 이즈 (1990)
- 비욘드 랭군 (1995)
- 리 마빈의 초상 (1998, 다큐)
- 장군 (1998)
- 테일러 오브 파나마 (2001)
- 인 마이 컨트리 (2004)
- 호랑이 꼬리 (2006)
- 퀸 앤드 컨트리 (2014)

## 서훈
- 1994년 대영 제국 훈장 3등급(CBE) 수훈[1]
- 2022년 기사작위(Knight Bachelor) 서임[2]